# Hieracium semigothicum
Hieracium semigothicum là một loài thực vật có hoa trong họ Cúc. Loài này được Wiinst. mô tả khoa học đầu tiên năm 1922.